# Nikolai Lopatnikoff
Nikolai Lopatnikoff (Russisch: Николай Львович Лопатников, Nikolaj Lvovitsj Lopatnikov) (Reval, 16 maart 1903 – Pittsburgh, 7 oktober 1976) was een Russisch-Amerikaanse componist, muziekpedagoog, hoogleraar en dirigent. Hij was als zoon het jongste van vier kinderen uit het huwelijk van Leopold Lopatnikoff (1865-1936) met Judith "Ida" Feitelberg (1868-1934).

## Levensloop

### Europese periode
Lopatnikoff studeerde piano aan het Conservatorium van Sint-Petersburg (Russisch: Санкт-Петербургская государственная консерватория имени Н.А. Римского-Корсакова) tot 1917 als zijn familie voor de achtergrond van de Russische Revolutie naar Helsinki vertrok. Hij studeerde in Helsinki verder aan de Sibelius-Akademie Helsinki tot 1920.
In 1921 vertrok zijn familie naar het Duitse Heidelberg . Hij studeerde toen ingenieurwetenschappen aan de Ruprecht-Karls Universiteit te Karlsruhe en behaalde aldaar het diploma als Ingenieur. Tegelijkertijd studeerde hij compositie bij Ernst Toch, Hermann Grabner en Willi Rehberg in Mannheim aan de Hochschule für Musik und Darstellende Kunst Mannheim.
In deze tijd ontstonden het Concert nr. 1, voor piano en orkest, het Concert nr. 2 voor piano en orkest, en de 1e symfonie. Voor het festival Deutsche Kammermusik Baden-Baden 1927 componeerde hij – alsook George Antheil – werken voor het zogenoemde mechanisch piano "Welte-Mignon". Aaron Copland, die deze uitvoering op 16 juli 1927 hoorde maakte Serge Koussevitzky ermee bekend en dat was een belangrijke initiatie voor een contact met de componist Lopatnikoff en voor Lopatnikoffs toekomst. Koussevitzky gaf een orkestratie van de stukken in opdracht en bot Lopatnikoff een samenwerking aan. In het gevolg gaf het een langdurende verbinding tussen deze beide kunstenaars en het Boston Symphony Orchestra verzorgde talrijke premières van Werken van Lopatnikoff.
In 1929 werd hij onderscheiden met de Belaïeff Prijs in Parijs voor zijn Strijkkwartet nr. 2.

### Amerikaanse periode
Nadat hij in de jaren 1930 in Berlijn en vanaf 1936 in Londen voornamelijk als componist gewerkt had, emigreerde hij in 1939 naar de Verenigde Staten. Hij werd hoogleraar voor compositie aan het Hartt College of Music in Hartford (Connecticut) vervolgens aan het Westchester Conservatory of Music in White Plains (New York) en uiteindelijk aan het Carnegie Institute of Technology, de huidige Carnegie-Mellon Universiteit te Pittsburgh. In 1944 werd hij genaturaliseerd tot Amerikaan. Hij leerde muziektheorie en compositie tot 1969 toen hij met pensioen ging.
Hij trouwde op 27 januari 1951 met de dichteres en schrijfster Sara Henderson Hay.
Hij werd tweemaal onderscheiden met de Guggenheim Fellowship en in 1963 werd hij opgenomen in het National Institute of Arts and Letters.
In de laatste levensjaren woonde hij in New York, waar hij in 1976 overleed.

## Composities

### Werken voor orkest

#### Symfonieën
- 1928 Symfonie nr. 1, op. 12
  1. Allegro
  2. Andante ma non troppo
  3. Allegro molto
- 1939 Symfonie nr. 2, op. 24
- 1951 Symfonie nr. 3, op. 35
  1. Allegro risoluto
  2. Allegro molto
  3. Andante
  4. Allegro molto
- 1972 Symfonie nr. 4, op. 46

#### Concerten voor instrumenten en orkest
- 1921 Concert nr. 1 in C groot, voor piano en orkest, op. 5a
- 1930 Concert nr. 2, voor piano en orkest, op. 15 – opgedragen aan zijn ouders
  1. Allegro energico
  2. Andantino
  3. Allegro molto
- 1941 Concert, voor viool en orkest, op. 26
  1. Allegro
  2. Andante
  3. Allegro con brio, ma non troppo
- 1946 Variaties en epiloog, voor cello en orkest, op. 31a
- 1949-1950 Concerto, voor 2 piano's en orkest, op. 33
  1. Allegro risoluto
  2. Andante
  3. Finale – Allegro molto vivace
- Concert, voor piano en orkest, op. 5b

#### Andere Werken voor orkest
- ca. 1922 Voorspel tot een drama, voor groot orkest, op. 3
- 1933 rev. 1951 Opus sinfonicum, voor orkest, op. 28
- 1939 Twee Russische Nocturnes, op. 25
- 1942 Sinfonietta, voor orkest, op. 27
- 1947-1949 Sinfonietta, voor kamerorkest
- 1953 Concertino, voor orkest, op. 30
  1. Toccata: Allegro molto
  2. Elegietta: Andante
  3. Finale: Allegro molto vivace
- 1954 Divertimento, voor orkest, op. 34
- 1960 Music for orchestra, voor orkest, op. 39
- 1960 Festival Overture, voor orkest, op. 40
- 1963 Variazioni concertanti, voor orkest, op. 38
- 1964 Concerto, voor orkest, op. 43
  1. Intrada
  2. Scherzo
  3. Aria
  4. Finale
- Introduction et Scherzo, voor orkest, op. 10
- Partita concertante, voor kamerorkest, op. 45
- Suite uit de opera "Danton", voor orkest, op. 21

### Werken voor harmonieorkest
- 1963 Concerto, voor harmonieorkest, op. 41
- Music for Band, op. 39a – bewerker: William A. Schaefer

### Muziektheater

#### Opera's
| Voltooid in | titel          | aktes       | première               | libretto           |
| ----------- | -------------- | ----------- | ---------------------- | ------------------ |
| 1931-1932   | Danton, op. 20 | 3 bedrijven | 1933, Keulen en Zürich | naar Georg Büchner |

#### Balletten
| Voltooid in | titel       | aktes      | première                                         | libretto | choreografie |
| ----------- | ----------- | ---------- | ------------------------------------------------ | -------- | ------------ |
|             | Melting-Pot | zes scènes | 26 maart 1976, Indianapolis, Indianapolis Ballet |          |              |

### Vocale muziek
- 1923 Romans (Romance), voor zangstem en piano – tekst: Anna Andrejevna Achmatova
- 1924 Romans (Romance), voor zangstem en piano – tekst: Tiucher
- 1947 Time is Infinite Movement, voor drie stemmen
- 1952 Vocalise in modo russo

### Kamermuziek
- 1928 Sonate, voor viool, piano en kleine trom, op. 9
- 1928 Sonate, voor cello en piano, op. 11
- 1931 3 stukken, voor viool en piano, op. 17
- 1933 Deuxième quatuor (Strijkkwartet nr. 2), op. 6
- 1943 Arietta, voor viool en piano
- 1945 Variations and epilogue, voor cello en piano
- 1946 Variaties en epiloog, voor viool en cello, op. 31
- 1948 Sonata nr. 2, voor viool en piano, op. 32
- 1950 Arabesque, voor cello of fagot en piano
- 1962 Fantasia concertante, voor viool en piano, op. 42
- C-H-A-S-E, voor een melodie-instrument en piano
- Divertimento da camera, voor dwarsfluit, hobo, klarinet, fagot, hoorn, trompet, viool, cello, slagwerk en piano, op. 44
- Duo, voor viool en cello, op. 8
- Strijkkwartet nr. 1, op. 4
- Strijkkwartet nr. 3, op. 36
- Trio in a klein, voor piano, viool en cello, op. 23

### Werken voor piano
- 1927 Toccata für Klavier, originele compositie voor het mechanisch piano van "Welte-Mignon"
- 1927 Scherzo, originele compositie voor het mechanisch piano van "Welte-Mignon"
- 1928 Sonatine, op. 7
- 1929 Gavotte
- 1930 Vijf Contrasten, op. 16
- 1932-1934 Dialogen: vijf stukken, voor piano, op. 18
- 1933 Variaties, op. 22
  1. Mädchenlied
  2. Abendfrieden
  3. Abendgang
  4. Gute Nacht...
  5. Mir fiel...
  6. Im April
- 1934 Elegietta, voor cello en piano
- 1943 Sonata nr. 1 in E groot, op. 29
- 1948 Arabesque, voor twee piano's, vierhandig
- 1956 Dance piece
- 1956 Dance piece
- 1957 Intervals, 7 studies, op. 37
- Deux danses ironiques, op. 13
- Eksprompt [Impromptu] and Prelude
- Praeludium und Fuge, op. 2
- Teneramente
- Vier kleine stukken, op. 1